# Commission des pêcheries des Grands Lacs
La Commission des pêcheries des Grands Lacs est une commission administrée conjointement par les gouvernements fédéraux des États-Unis et du Canada et destinée à gérer la pêche et l'environnement des Grands Lacs. Elle a été créée en 1955 et a reçu deux missions principales :
1. mettre sur pied des programmes coordonnés de recherche sur les ressources halieutiques des Grands Lacs
2. concevoir et mettre en œuvre un programme de surveillance de la grande Lamproie marine, espèce envahissante.